# The Keep (novela)
El torreón (The Keep), también traducido como La fortaleza, es una novela de terror de Francis Paul Wilson publicada en 1981. También es el primer libro de una serie de seis novelas conocida como The Adversary Cycle (El ciclo del Adversario). Apareció en la lista de bestseller del New York Times y ha sido adaptada al cine y en una serie limitada de cómics.
Fue traducido en México en 1982 como La fortaleza y en España en 1994 como El torreón.

## Sinopsis
Un grupo de soldados alemanes y de las SS están siendo lentamente asesinados en un misterioso castillo en los montes Cárpatos de Rumania en abril de 1941. Theodore Cuza, un profesor judío de Historia que vive en Bucarest y su hija Magda, son capturados y enviados al castillo en un esfuerzo desesperado de Eric Kaempffer, Sturmbannfuhrer de las SS, de descubrir qué es lo que está asesinando a sus hombres y detenerlo por cualquier medio necesario. El profesor consigue descifrar un misterioso mensaje que ha sido escrito con sangre en un muro del castillo en un dialecto olvidado de rumano o eslavo. También comienza a buscar una forma de derrotar al mal desconocido que está sembrando el caos entre los alemanes.
El ser maligno que está asesinando a los soldados, y que se hace llamar "Molasar" encuentra que el profesor Cuza puede resultarle útil y adquiere sus servicios mediante engaños y falsas promesas. Posteriormente se revela que Molasar es Rasalom, un antiguo hechicero de la "Primera Edad" de la humanidad. Poco después aparece un reticente campeón de las antiguas Fuerzas de la Luz; un hombre inmortal que se hace llamar "Glenn" y que es el último superviviente de un grupo conocido en tiempos prehistóricos como los Glaeken. Glenn construyó el castillo como prisión para Rasalom porque no quería matarlo, pues los destinos de ambos están unidos por un lazo místico, aunque las habilidades de Rasalom superan a las de Glenn.
Magda y Glenn se encuentran y desarrollan una relación que rápidamente deriva en romance, mientras el profesor Cuza manipula a los alemanes de las SS para que arresten a Glenn y lo lleven al castillo, donde será vulnerable al creciente poder de Rasalom. El plan falla cuando Magda rescata a Glenn de la muerte llevándole su espada mágica después de que sea acribillado a balazos. Mientras tanto, el profesor Cuza lleva el talismán de Glenn desde los niveles inferiores de la prisión de Rasalom, que ha pasado más de 500 años encerrado hacia la superficie, donde el profesor planea enterrarlo, siguiendo las instrucciones de Rasalom para liberarlo.
Magda deja que Glenn se recupere mientras va a buscar a su padre engañado para impedir que cruce el perímetro del castillo, dándole tiempo a Glenn para que llegue y una el talismán al poder de su espada, que es capaz de rechazar a Rasalom de regreso a las profundidades de la fortaleza. Sin embargo, Rasalom utiliza todo su poder para impedirlo y enfrentarse a su enemigo. Finalmente, en un duelo personal, Glenne derrota a Rasalom cuando éste se lanza contra su antiguo enemigo y es atravesado por su espada, quedando reducido a cenizas. Glenne queda inconsciente debido a la caída de varias rocas en el duelo final, y cuando despierta descubre que ahora se ha convertido en mortal, tras haber vencido a su antiguo enemigo, y él y Magda se reúnen de nuevo.

## Personajes de "La Fortaleza"
- Mayor Eric Kaempffer: Un Mayor del servicio secreto nazi (ss) que se conoce con Klaus Woermann años antes de los "incidentes" en la fortaleza, lleva puesto el uniforme negro de la ss, él es alto, delgado y muy firme en cuanto a las reglas de los nazis, no tiene piedad y es muy duro.
- Capitán Klaus Woermann: Un capitán del ejército Alemán que llegó a la fortaleza por un tema de posciciones tácticas de la guerra. Klaus es firme, a la vez amable y respetuoso. Él tiene mucha piedad y desde que llegó hace todo lo posible por salir de la fortaleza a salvo.
- Dr. Theodore Cuza: Un estudioso de la fortaleza que ha ido muchas veces a la fortaleza para estudiarla, enfermó de una extraña enfermedad que lo mantiene débil y moribundo.
- Magda Cuza: Hija del Doctor Cuza que desde que su padre enfermó, se mantiene dándole delicados cuidados a su padre, ella es muy hermosa pero debido a la muerte de su madre y a la enfermedad de su padre, no tiene esposo ni familia, sólo le queda su padre, pero después ella tiene una relación con Glenn.
- Glenn: Conocido antes de llegar a la fortaleza como el "pelirrojo", es un superviviente inmortal de una civilización muy antigua relacionada con lo sobrenatural.
- Molasar: Autor de las muertes misteriosas y sangrientas de la fortaleza, quién es un tipo de hechicero practicante de magia negra. fue encerrado en la fortaleza por el pelirrojo y ahí yace desde hace siglos, pero éste hace muchos intentos de salir.

## Adaptaciones
El libro fue adaptado en la película The Keep, del director Michael Mann, para Paramount Pictures en 1983. La película fue un desastre financiero y recibió muchas críticas, pero en cierta medida ha conservado cierto seguimiento de culto en parte debido a su banda sonora, compuesta por Tangerine Dream. Recientemente, el libro también ha sido adaptado en una miniserie de cómic con guion del propio autor. También existe una campaña del juego de rol Dungeons & Dragons basada en la trama de la película.

## Historia de la publicación
- 1981, USA, William Morrow and Company, Inc. ISBN 0-688-00626-4, Pub date August 1981, Hardback
- 2000, USA, Tor ISBN 0-7653-5705-4, Pub date May 2000, Paperback (First Tor Edition)
- 2006, USA, Tor ISBN 0-7653-5705-4, Pub date August 2006, Paperback (Second Tor Edition)
- 1982, México, Diana ISBN 978-968-13-1316-6
- 1994, España, Grupo 88 ISBN 978-84-7906-068-8